# Eurovisiesongfestival

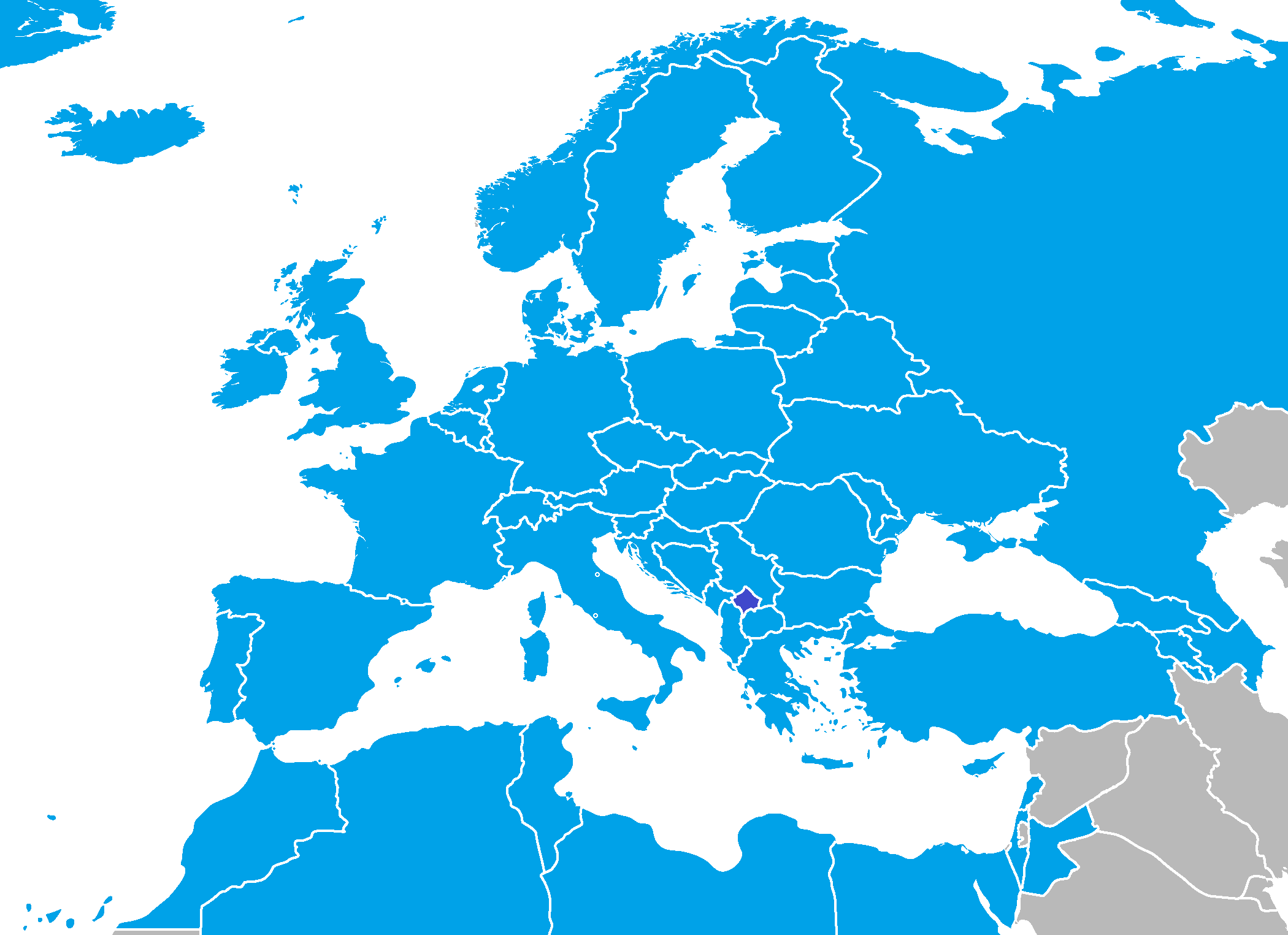
De lidstaten van de EBU

Het Eurovisiesongfestival (Engels: Eurovision Song Contest, Frans: Concours Eurovision de la Chanson) is sinds 24 mei 1956 een jaarlijkse presentatie en competitie van liedjes en wordt uitgezonden op televisie door heel Europa. Sinds 1967 wordt het festival ook in landen buiten Europa uitgezonden. Verder is het festival op het internet te volgen. Het festival heeft de naam te danken aan het Eurovision TV Distribution Network, een onderdeel van de Europese Radio-unie (EBU). Aan het songfestival kan ieder actief lid van de EBU meedoen, waardoor ook enkele landen die net buiten Europa liggen mee kunnen doen. Het betreft landen in Noord-Afrika, het Midden-Oosten en West-Azië. Sinds 2015 doet ook Australië mee, hoewel het geen lid is van de EBU.

## Geschiedenis

### Het eerste festival: 1956
Deelnemers aan het eerste festival in 1956 waren: 
- België
- Frankrijk
- Italië
- Luxemburg
- Nederland
- Bondsrepubliek Duitsland
- Zwitserland (gastland)

Dit eerste songfestival, gebaseerd op het Italiaanse Festival van San Remo, was een geesteskind van de EBU. Het eerste festival vond plaats in 1956, toen zeven landen meededen, ieder met twee liedjes. Denemarken en Oostenrijk, werden gediskwalificeerd omdat hun aanmelding te laat binnenkwam. Het Verenigd Koninkrijk koos ervoor om niet mee te doen, omdat daar al het Festival of British Popular Songs werd georganiseerd.
Refrain, gezongen door Lys Assia, die gastland Zwitserland vertegenwoordigde, was het winnende lied van het allereerste Eurovisiesongfestival.
Nederland bracht het eerste lied op het Songfestival. Het was De vogels van Holland gezongen door Jetty Paerl.

### 1957-1959
In 1957 kwamen de drie "verloren landen" erbij, de komende jaren nog twee.
- Denemarken (1957)
- Oostenrijk (1957)
- Verenigd Koninkrijk (1957)
- Zweden (1958)
- Monaco (1959)

### 1960-1969

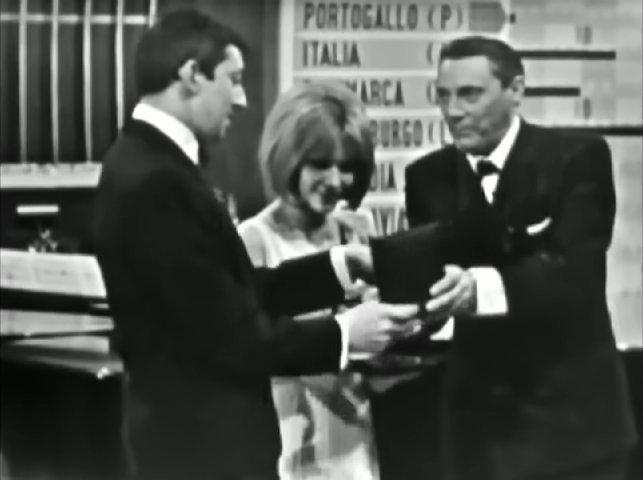
France Gall won in 1965 het songfestival names Luxemburg

Al snel groeide het aantal deelnemende landen verder. De volgende landen debuteerden in de jaren zestig:
- Noorwegen (1960)
- Finland (1961)
- Joegoslavië (1961)
- Spanje (1961)
- Portugal (1964)
- Ierland (1965)

In 1968 werd het festival voor het eerst in kleur uitgezonden.
In 1969 was het de eerste en enige keer dat er meerdere landen tegelijk wonnen: Frankrijk, Nederland, Spanje en het Verenigd Koninkrijk.

### 1970-1979

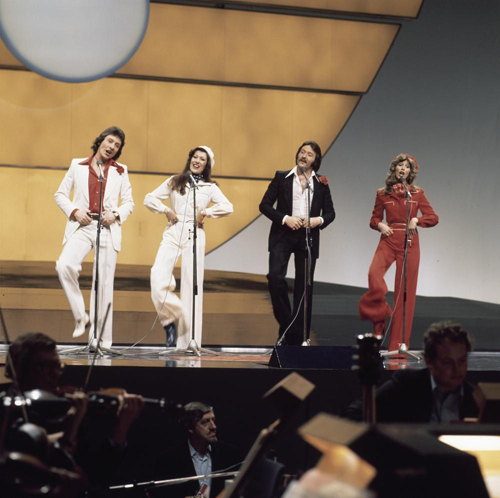
Brotherhood of Man zorgde voor de derde Britse songfestivalzege tijdens het Eurovisiesongfestival 1976

De volgende landen debuteerden in de jaren zeventig:
- Malta (1971)
- Israël (1973)
- Griekenland (1974)
- Turkije (1975)

Sommige landen trokken zich weer terug. Denemarken deed tussen 1966 en 1978 niet mee omdat de Deense omroep het festival een toonbeeld van slechte smaak vond. In 1970 trokken de andere Scandinavische landen, Oostenrijk en Portugal zich eenmalig terug na het debacle van 1969, toen er op het festival in Madrid vier winnaars waren. Datzelfde festival werd geboycot door Oostenrijk, vanwege het regime van dictator Franco in Spanje. In 1976 wilde Liechtenstein meedoen, maar omdat het land niet over een eigen nationale omroep beschikt kon dat niet doorgaan.
Eerst waren het vooral de traditionele chansons die het goed deden op het festival. In 1974 won de Zweedse groep ABBA met Waterloo, waarna deze band wereldberoemd werd. De intrede van popgroepen was een feit. Waterloo werd in 2005 in het Deense Kopenhagen gekozen tot beste songfestivalhit aller tijden.
Het festival in 1971 in Dublin zou in eerste instantie in zwart-wit worden uitgezonden, maar de BBC had genoeg geld om voor Ierland het festival in kleur  uit te zenden.
Na het festival van 1979 trok Monaco zich terug uit het festival. De eerstvolgende keer dat het land weer meedeed was 25 jaar later, in 2004.

### 1980-1989
In de jaren tachtig kwamen er ook weer nieuwe landen bij:
- Marokko (1980)
- Cyprus (1981)
- IJsland (1986)

Marokko debuteerde in 1980 en eindigde op de voorlaatste plaats met 7 punten. Hierna keerde Marokko nooit meer terug naar het festival.

### 1990-1999
In de jaren negentig kwamen er wederom landen bij:
- Bosnië en Herzegovina (1993)
- Kroatië (1993)
- Slovenië (1993)
- Estland (1994)
- Hongarije (1994)
- Litouwen (1994)
- Polen (1994)
- Roemenië (1994)
- Rusland (1994)
- Slowakije (1994)
- Noord-Macedonië (1998)

In 1992 waren er uiteindelijk 23 deelnemers. Joegoslavië, of wat daarvan overbleef, zou voor de laatste keer deelnemen in 1992 met de zangeres Extra Nena. Op dat moment waren Slovenië en Kroatië reeds onafhankelijk en zonden het festival zelfstandig uit.
Een flinke groep Oost-Europese landen die lid waren geworden van de EBU, wilde meedoen. Omdat 30 of meer landen op het songfestival iets te veel van het goede was, werd er na een proef met een voorronde voor "nieuwe" landen in 1993 in Ljubljana besloten tot een nieuw systeem, waarbij de landen die in de onderste posities eindigden - dit wisselde door de jaren heen tussen vijf en acht landen - een jaar moesten overslaan. Voor België leverde dit meteen in 1994 al een jaar bankzitten op, vanwege de laatste plaats voor Barbara Dex. In 1995 trof Nederland hetzelfde lot, doordat Willeke Alberti het jaar daarvoor flink onderuit was gegaan met de 23e plaats van 25 deelnemers.
In 1993 deden Kroatië, Slovenië en Bosnië en Herzegovina voor het eerst als onafhankelijke landen mee, en in 1994 volgden Litouwen, Estland, Roemenië, Polen, Rusland, Slowakije en Hongarije, enkele jaren later gevolgd door Macedonië.
Van 1993 tot 2023 nam Luxemburg, 5-voudig winnaar van het Eurovisiesongfestival, geen deel aan het festival, daar het niet zeker meer wist of het aan de financiële verplichtingen zou kunnen voldoen wanneer het het festival zou winnen.  Hoewel Luxemburg een van de rijkste staten ter wereld is, is de Luxemburgse omroep die de publiekeomroepfunctie heeft — RTL Tele Letzebuerg – ondanks dat het onderdeel is van de grootste commerciële televisiegroep van Europa, maar van zeer bescheiden omvang. In 2024 keerde Luxemburg weer terug op het festival. Italië liet het na 1997 – na al enkele jaren te hebben overgeslagen – afweten. De reden hiervoor is nooit officieel aangegeven, maar de nieuwe regel dat alle landen het festival voortaan live moesten uitzenden en de beperkte reclamemogelijkheden zouden hierbij een rol kunnen hebben gespeeld. Daarbij is het songfestival bij het Italiaanse publiek vrij onbekend en verre van populair. Het evenement is daarom voor de Italiaanse omroep RAI commercieel veel minder interessant dan het nationale San Remo-festival.
Overigens werd het afvalsysteem na enkele jaren tijdelijk (1997-2001) vervangen door een systeem waarbij de landen met het laagste puntengemiddelde over de laatste vijf jaar afvielen. In 1996 was er een interne voorronde waaraan alle landen die dat wensten mee mochten doen. Toen echter Duitsland, een van de grootste financiële ondersteuners van het festival, hierbij afviel werd besloten dat de vier landen die het meest bijdragen (naast Duitsland ook Spanje, Frankrijk en het Verenigd Koninkrijk) elk jaar mochten deelnemen, ongeacht hun resultaten. Deze regel werd overigens pas in 1999 van kracht en geldt nog steeds, maar kwam in het geding na het festival van 2005 toen deze landen de vier slechtste resultaten behaalden.
Vanaf 1997 ging het songfestival verder met zijn tijd mee. Beslisten hiervoor de jury's (bestaande uit een mix van vakmensen en mensen die juist niets met de muziekwereld te maken hadden) over de te geven punten, vanaf nu waren het de mensen thuis die door middel van televoting per telefoon, en later ook per sms, de winnaar konden aanduiden. In 1997 kon dit in slechts vijf landen, maar in 1998 deden bijna alle deelnemende landen hieraan mee.

### 2000-2009
De volgende landen debuteerden in het eerste decennium van de 21e eeuw:
- Letland (2000)
- Oekraïne (2003)
- Andorra (2004)
- Albanië (2004)
- Wit-Rusland (2004)
- Servië en Montenegro (2004)
- Bulgarije (2005)
- Moldavië (2005)
- Armenië (2006)
- Georgië (2007)
- Montenegro (2007)
- Servië (2007)
- Tsjechië (2007)
- Azerbeidzjan (2008)
- San Marino (2008)

In 2004 was er opnieuw een golf van nieuwe deelnemers en ook Monaco kwam na een lange afwezigheid weer terug. Om dit mogelijk te maken werd het reglement grondig herzien. Voortaan zou er een voorronde komen, enkele dagen voor het festival, waaruit de tien beste liedjes zouden doorstoten naar de grote finale. De landen die het voorafgaande jaar bij de beste tien waren geëindigd kregen gegarandeerde toegang tot de finale. Het was het eerste jaar dat televoting in alle landen verplicht werd gesteld. 
Het Eurovisiesongfestival van 2004 werd gehouden op 12 en 15 mei in de Turkse stad Istanboel en gepresenteerd door Meltem Cumbul en Korhan Abay. Winnares was de Oekraïense zangeres Ruslana met Wild dances. Opvallend is dat sinds de winnaar bepaald wordt door televoting, het visuele aspect, of de act, meer dan ooit van belang lijkt te zijn. 2004 was wat dat aangaat geen uitzondering: het winnende nummer werd gebracht met een wervelende dansshow. Nederland en België eindigden op dit songfestival in de lagere regionen (respectievelijk 20e en 22e plaats op 24 deelnemers in de finale) en moesten derhalve in 2005 aan de voorronde deelnemen.
Het festival in 2005 vond plaats in Kiev op 19 en 21 mei. Het was meteen ook een jubileum, namelijk het 50ste Eurovisiesongfestival. Het evenement werd gewonnen door de Griekse Elena Paparizou met het nummer My number one. Wederom waren er nieuwe deelnemende landen (zie boven). Hongarije was na een afwezigheid van 7 jaar weer terug. Libanon zou eigenlijk het derde debuterende land zijn, met het hooggeprezen Franse liedje Quand tout s'enfuit met zangeres Aline Lahoud, maar Libanon wilde het liedje van Israël niet uitzenden omdat de Libanese omroep hier wettelijk niet toe gerechtigd is (zie ook: Libanon en het Eurovisiesongfestival). Volgens de reglementen echter moeten de deelnemende landen alle andere bijdragen uitzenden, zowel in de halve finale als in de finale. Ook Tsjechië zou voor het eerst deelnemen, maar liet reeds voor de diskwalificatie van Libanon verstek gaan. Daardoor was het aantal deelnemers uiteindelijk 39, een recordaantal.
Op 22 oktober 2005 was er een 2,5 uur durende jubileumuitzending 50 jaar Eurovisiesongfestival vanuit Kopenhagen, waarbij enkele ex-deelnemers waaronder Johnny Logan en Dana International optraden. De Zweedse groep ABBA won dit festival met het lied Waterloo. Waterloo was in 1974 het winnende liedje van het Eurovisiesongfestival.
Ook in 2006 in Athene was er een debuterend land: Armenië. Dat land scoorde meteen een 8e plek en daarmee een direct ticket naar de finale van 2007. Winnaar werd de Finse band Lordi. Dit was de eerste keer dat Finland het festival won. Georgië zou dit jaar tevens een nieuwkomer zijn, maar de Georgische omroep gaf aan niet te kunnen voldoen aan de participatiekosten van € 50 000. Oostenrijk trok zich in 2006 terug omdat men het festival niet meer vindt passen bij de huidige Oostenrijkse muziekwereld. Voor meer over dit festival van 2006, zie: Eurovisiesongfestival 2006.
In 2007 deed Georgië wel mee. Ook Tsjechië (zie ook: Tsjechië en het Eurovisiesongfestival) debuteerde in 2007. In 2007 kwamen ook Oostenrijk en Hongarije terug op het podium in Helsinki. Voor 2008 toonde San Marino interesse om te debuteren. Italië wilde in 2008 na 10 jaar afwezigheid terugkeren. In 2007 won Servië het Eurovisiesongfestival. Op deze manier bleef de traditie van de 21e eeuw overeind: telkens won een land voor de eerste keer.
De editie van 2008 vond plaats in Belgrado, Servië. Voor het eerst in de geschiedenis werden er twee halve finales gehouden: de eerste op dinsdag 20 mei, de tweede op donderdag 22 mei. De finale werd gehouden op 24 mei en werd gewonnen door Rusland. Zanger Dima Bilan, die al eerder namens Rusland meedeed, won met het nummer Believe.
Voor de editie van 2009 in Moskou werd opnieuw een jury ingevoerd, die voor de helft van het totale aantal punten ging meetellen (de andere helft blijft het resultaat van televoting). Winnaar werd de Noor Alexander Rybak. Met Fairytale haalde hij 387 punten, de hoogste score tot er in 2016 een nieuwe puntentelling kwam waarbij landen twee keer 12 punten mogen uitdelen.

### 2010-2019
Australië deed op het Eurovisiesongfestival in 2015 voor het eerst mee.
2010Het optreden van Spanje werd tijdens de act door Jimmy Jump verstoord, een Spanjaard die erom bekendstaat grote publieke evenementen te verstoren. Bij het songfestival ging hij tussen de dansers zitten en deed een halve minuut met de act mee. Al snel werd hij van het podium verwijderd. Als gevolg hiervan werd aan het einde van de reeks liedjes een herkansing voor de Spaanse inzending toegestaan. Jump kreeg voor deze verstoring een boete van 15.000 Noorse kronen. De uiteindelijke winnaar van deze editie was Lena met het nummer Satellite, voor Duitsland.
2011 met 43 landenItalië keerde na 13 jaar afwezigheid terug. Ook Hongarije, Oostenrijk en San Marino keerden terug. 43 landen was een evenaring van het record uit 2008. Voor de eerste keer werd van een vertigoshot gebruikgemaakt, tijdens de opening. Azerbeidzjan won deze editie met Running scared van Ell & Nikki.
2012 met 42 landenPolen en Armenië waren afwezig, maar Montenegro was er voor het eerst sinds 2009 weer bij. De inzending van Zweden, Loreens Euphoria, won deze editie. Voor het eerst werd het vertigoshot tijdens een optreden gebruikt, de groep Izabo uit Israël.
2013 met 39 landenDeze editie werd gewonnen door Denemarken met het nummer Only teardrops van Emmelie de Forest.
2014 met 37 landenOostenrijk won met Conchita Wurst en diens Rise like a phoenix. Nederland werd tweede met The Common Linnets en Calm after the storm.
2015 met 40 landenEr deden drie landen meer mee dan met de editie van het jaar daarvoor. Het motto Building Bridges werd in praktijk gebracht door het uitnodigen van Australië dat jaar. Verder keerde Tsjechië voor het eerst sinds 2009 terug naar het liedjesfestijn terwijl Oekraïne voor het eerst sinds 2003 niet deelnam. Cyprus en Servië namen na een jaar van afwezigheid ook weer deel. China zond het festival voor de eerste keer uit. Zweden won met het lied Heroes, gezongen door Måns Zelmerlöw.
2016 met 42 landenEr zouden eerst 43 landen meedoen, maar Roemenië werd een paar weken voor het festival gediskwalificeerd. Portugal trok zich terug en Bosnië en Herzegovina, Bulgarije, Kroatië en Oekraïne maakten hun rentree. Australië keerde terug als reguliere deelnemer, waardoor het deze keer in een halve finale moest strijden om een finaleplaats te bemachtigen. Het werd in de finale tweede. Winnaar werd Oekraïne, met het door Jamala gezongen lied 1944.
2017 met 42 landenDe Russische zangeres Joelia Samojlova kreeg een inreisverbod voor Oekraïne opgelegd, omdat zij na de annexatie van de Krim in 2014 een concert op het schiereiland de Krim had gegeven, terwijl ze daar vanuit Rusland was binnengekomen, wat voor Oekraïne illegaal is. Vanwege dit incident trok Rusland zich terug, Bosnië en Herzegovina daarna ook. Portugal en Roemenië deden wel mee, waardoor de teller weer op 42 landen kwam. De winnaar van 2017 werd Portugal, met Amar pelos dois van Salvador Sobral.
2018 met 43 landenRusland keerde terug op het festival na het verbod op deelname van Joelia Samojlova in 2017. Israël won het festival voor de vierde keer, vertegenwoordigd door Netta Barzilai met het nummer Toy.
2019 met 41 landenBulgarije trok zich terug om financiële redenen. Ondanks dat Oekraïne een kandidaat geselecteerd had, trok het land zich terug. Nederland won het festival, na 44 jaar, voor de vijfde keer, dankzij Duncan Laurence en zijn nummer Arcade.

### 2020-2025
2020 met 41 landenBulgarije en Oekraïne keerden terug voor deze editie van het songfestival, terwijl Hongarije en Montenegro zich terugtrokken. Deze editie werd afgelast wegens de coronapandemie. Wel werd op de geplande finaleavond als alternatief de show Eurovision: Europe Shine a Light uitgezonden. In de uitzending waren videoclips te zien van de aan het Eurovisiesongfestival 2020 deelnemende acts. Hiermee was 2020 sinds de start in 1956 het eerste en tot nu toe enige jaar zonder Eurovisiesongfestival. Het festival zou dat jaar vanwege de overwinning van Duncan Laurence in 2019 plaatsvinden in Rotterdam Ahoy. Sinds 2020 is Moroccanoil de hoofdsponsor van het Eurovisiesongfestival.
2021 met 39 landenIn eerste instantie zouden er 40 landen meedoen, aangezien Armenië zich terugtrok voor deze editie. Wit-Rusland zou ook meedoen met het lied Ja nautsjoe tebja, maar omdat het een politieke boodschap bevatte met steun voor de Wit-Russische president moest er een ander liedje komen. Aangezien Wit-Rusland geen ander liedje stuurde dat wel met de regels overeenkwam, werd het op 26 maart 2021 officieel gediskwalificeerd. Italië won het in Rotterdam Ahoy georganiseerde festival, met het nummer Zitti e buoni van de groep Måneskin, die na de overwinning internationaal doorbrak. Frankrijk werd tweede, Zwitserland werd derde.
2022 met 40 landenArmenië en Montenegro keren na twee jaar afwezigheid terug. In eerste instantie zou Rusland ook deelnemen, maar op 25 februari 2022 sloot de EBU Rusland uit van deelname vanwege de Russische invasie van Oekraïne die het land de vorige dag was begonnen. In de finale op 14 mei won de band Kalush Orchestra namens Oekraïne met het lied Stefania.
2023 met 37 landenWegens de Russische invasie van Oekraïne kon het festival niet in Oekraïne plaatsvinden. De nummer twee van 2022, het Verenigd Koninkrijk, nam de organisatie op zich. Dit gebeurde in samenwerking met de Oekraïense omroep. Om financiële redenen trokken Bulgarije, Montenegro en Noord-Macedonië zich terug. Uiteindelijk won voor Zweden Loreen met het nummer Tattoo, waardoor zij de tweede deelnemer werd die twee keer het festival won.
2024 met 37 landenDit festival vond plaats in Malmö, Zweden. Luxemburg trad voor het eerst sinds 1993 weer op het festival aan. Om financiële redenen trok Roemenië zich terug. Voor het eerst in de geschiedenis werd er een deelnemer gediskwalificeerd. Dit betrof Joost Klein, die werd gestuurd om Nederland te vertegenwoordigen. Hij werd ervan verdacht dreigende bewegingen te hebben gemaakt naar een cameravrouw die hem bleef filmen, nadat hij meermaals aangaf niet gefilmd te willen worden. Nemo Mettler, de Zwitserse inzending, won deze editie met het nummer The Code.
2025 met 37 landenDit festival vond plaats in Bazel, Zwitserland. Dat jaar waren er een aantal wijzigingen aangebracht. Een daarvan is het benoemen van de voor de finale gekwalificeerde landen. Er werden drie landen in beeld gebracht: een daarvan gaat door, de andere twee wachten op een nieuwe kans in die ronde. Er vonden incidenten en protesten plaats in verband met de deelname van Israël en de oorlog in Gaza. Protesterende mensen verstoorden onder meer de repetitie en de finale van Israël. Uiteindelijk werd de finale gewonnen door Oostenrijk met JJ en zijn nummer Wasted Love.

## Format
Het Eurovisiesongfestival bestaat sinds 2004 uit 1 halve en sinds 2008 2 halve finales, gevolgd door een finale waaraan maximaal 26 landen mee kunnen doen. De enige uitzondering hierop was 2015, toen Australië voor het eerst meedeed en voor de gelegenheid meteen in de finale stond, waardoor er 27 finalisten waren. Sinds 2004 moeten de meeste landen zich eerst kwalificeren uit een halve finale. Alleen de vijf grootste geldschieters van het festival — de zogeheten Grote Vijf — en de winnaar van het vorige jaar zijn automatisch geplaatst. In 2015 mocht Australië, waar het Eurovisiesongfestival wordt uitgezonden en populair is, ter ere van het zestigjarig jubileum van het festival meedoen. Het land nam direct plaats in de finale. Australië zou aanvankelijk alleen een volgende keer mogen meedoen als ze in 2015 zouden winnen. Hoewel ze vijfde werden, deden ze vanaf dat jaar toch telkens mee. Sindsdien moet het land echter wél eerst in de halve finale aantreden.
Alle shows moeten live worden uitgezonden door de deelnemende omroepen. Voor elk land mag één artiest met één lied meedoen. Deze treedt live op in de shows waaraan dat land meedoet. Sinds 2024 treden tijdens de halve finales tussendoor ook de landen op die al automatisch geplaatst zijn voor de finale, ter kennismaking. Na die optredens komen intervalact. Tijdens de finale worden daarna de punten en uiteindelijk de winnaar bekendgemaakt. Bij de halve finales worden de 10 landen genoemd die doorstoten naar de finale. De punten van de halve finales worden pas na de finale bekendgemaakt om te voorkomen dat de stemming voor de finale hierdoor zou kunnen worden beïnvloed.
Voordat de show begint klinkt de prelude van het door Marc-Antoine Charpentier gecomponeerde Te Deum.

### Regels

#### Aantal liedjes
Behalve bij het eerste festival, toen slechts zeven landen deelnamen, dingt per land één liedje mee. Vanwege een groeiend aantal potentiële deelnemers is sinds 1993 gezocht naar verschillende manieren om het aantal deelnemers te beperken, zodat ook de landen uit het voormalige Oostblok, die zich vanaf dat jaar aanmeldden, mee konden doen zonder dat het programma te lang werd. Een liedje mag niet langer duren dan drie minuten.

#### Uitvoerende(n)
Het huidige reglement geeft aan dat per land maximaal zes uitvoerders op het podium mogen staan. Die moeten uiterlijk op 31 december van het jaar van deelname minimaal 16 jaar oud zijn. Er is geen restrictie voor wat betreft hun nationaliteit, zodat bijvoorbeeld de Canadese Céline Dion Zwitserland kon vertegenwoordigen en de vijf winnaars voor Luxemburg geen van allen geboren zijn in dat land. Ook Monaco nam vaak de toevlucht tot buitenlandse artiesten. In de periode van 1973 tot en met 1976 en vanaf 1999 is het toegestaan in elke willekeurige taal te zingen. Veel landen kiezen sindsdien voor het Engels omdat men vindt dat men in deze taal het publiek beter kan bereiken.
Artiesten die meer dan eenmaal deelnamen zijn:
- Uit België en Nederland: Bob Benny (België), Fud Leclerc (België), Louis Neefs (België), Jacques Raymond (België), Corry Brokken (Nederland), Maggie MacNeal (Nederland), Sandra Reemer (Nederland), Edsilia Rombley (Nederland) en Waylon (Nederland).
- Uit de overige landen: Inga Arschakjan (Armenië), Lys Assia (Zwitserland), Natalia Barbu (Moldavië), Dima Bilan (Rusland), Hera Björk (IJsland), Selma Björnsdóttir (IJsland), Nevena Božović (Servië), Eddie Butler (Israël), Carola (Zweden), Ovidiu Cernăuțeanu (Roemenië), Constantinos Christoforou (Cyprus), Gigliola Cinquetti (Italië), Dana International (Israël), Anne-Marie David (Luxemburg / Frankrijk), Deen (Bosnië en Herzegovina), Doris Dragović, (Joegoslavië / Kroatië), Katja Ebstein (Duitsland), Elpida (Griekenland / Cyprus), Evridiki (Cyprus), Fabrizio Faniello (Malta), Poli Genova (Bulgarije), Karolina Gočeva (Noord-Macedonië), Natalia Gordienko (Moldavië), Eiríkur Hauksson (IJsland / Noorwegen), Katri Helena (Finland), Hot Eyes (Denemarken), Elnur Hüseynov (Azerbeidzjan), Stojan Jankoelov (Bulgarije), Jedward (Ierland), Željko Joksimović (Servië / Servië en Montenegro), Jónsi (IJsland), Udo Jürgens (Oostenrijk), Kaliopi (Noord-Macedonië), Niamh Kavanagh (Ierland), Sergej Lazarev (Rusland), Vicky Leandros (Luxemburg), Monika Linkytė (Litouwen), Johnny Logan (Ierland), Loreen (Zweden), Ira Losco (Malta), Mahmood (Italië), Linda Martin (Ierland), Marco Mengoni (Italië), Dino Merlin (Bosnië en Herzegovina), Lena Meyer-Landrut (Duitsland), Domenico Modugno (Italië), Valentina Monetta (San Marino), Donny Montell (Litouwen), Omar Naber (Slovenië), Joci Pápai (Hongarije), Elena Paparizou (Griekenland), Pasha Parfeny (Moldavië), Peter, Sue & Marc (Zwitserland), Cliff Richard (Verenigd Koninkrijk), Alexander Rybak (Noorwegen), Gréta Salóme (IJsland), Paula Seling (Roemenië), Senhit (San Marino), Serhat (San Marino), Ireen Sheer (Duitsland / Luxemburg), Justyna Steczkowska (Polen), Ketil Stokkan (Noorwegen), Jahn Teigen (Noorwegen), Ich Troje (Polen), Anna Vissi (Griekenland / Cyprus), Sanja Vučić (Servië), Zdob și Zdub (Moldavië), Nina Žižić (Montenegro),  Kirsti Sparboe (Noorwegen), Romuald (Luxemburg / Monaco), Tommy Seebach (Denemarken), Şebnem Paker (Turkije), Wind (Duitsland), Chiara Siracusa (Malta), Anna Vissi (Griekenland / Cyprus), Koit Toome (Estland), Charlotte Perrelli (Zweden), Feminnem (Bosnië en Herzegovina / Kroatië), The Swarbriggs (Ierland), Sakis Rouvas (Griekenland), Laura Põldvere (Estland), SunStroke Project (Moldavië), Elitsa Todorova (Bulgarije) en Tamara Todevska (Noord-Macedonië).

#### Deelnemende landen
De volgende landen nemen anno 2025 actief deel aan het Eurovisiesongfestival:
- Albanië
- Armenië
- Australië
- Azerbeidzjan
- België
- Cyprus
- Denemarken
- Duitsland
- Estland
- Finland
- Frankrijk
- Georgië
- Griekenland
- Ierland
- Israël
- IJsland
- Italië
- Kroatië
- Letland
- Litouwen
- Luxemburg
- Malta
- Montenegro
- Nederland
- Noorwegen
- Oekraïne
- Oostenrijk
- Polen
- Portugal
- San Marino
- Servië
- Slovenië
- Spanje
- Tsjechië
- Verenigd Koninkrijk
- Zweden
- Zwitserland

De volgende landen hebben in het verleden deelgenomen:
- Andorra
- Bosnië en Herzegovina
- Bulgarije
- Hongarije
- Joegoslavië
- Marokko
- Moldavië
- Monaco
- Noord-Macedonië
- Roemenië
- Rusland
- Servië en Montenegro
- Slowakije
- Turkije
- Wit-Rusland

#### Grote Vijf
Een aantal landen komt, onafhankelijk van hun eindplaats in de finale van het voorgaande festival, automatisch in de finale. Deze landen hoeven dus niet deel te nemen aan een van de halve finales. Sinds 2024 treden deze landen wel aan tijdens de halve finales, maar er kan niet op gestemd worden.
Bij de oprichting van de zogenoemde Grote Vier in 2000 bestond die uit Frankrijk, Duitsland, Spanje en het Verenigd Koninkrijk. Zij danken hun gegarandeerde finaleplaats aan hun financiële steun aan het festival. In 2011 werd  Italië aan dit gezelschap toegevoegd, waardoor de Grote Vier, de Grote Vijf werd.

### Jury

#### Internationaal proces
De winnaar van het festival wordt bepaald door het geven van punten door ieder deelnemend land aan hun tien favoriete liedjes. Elk land geeft de punten verplicht door middel van 50% televoting en 50% vakjury's. De deelnemers treden hiertoe twee keer op, één keer voor de vakjury's en één keer voor de tv-kijkers; de vakjury's beoordelen de deelnemers een dag eerder dan de kijkers, tijdens een speciale "juryshow". Iedere kijker kan tijdens de tv-uitzending telefonisch of via sms op het liedje van zijn of haar voorkeur stemmen. Deelnemende landen mogen niet op zichzelf stemmen. Ook de vakjury's mogen geen punten geven aan hun eigen land. De kritiek hierop is dat de stemmen van kleine landen net zo zwaar wegen als van grote landen terwijl er minder mensen hebben gestemd. Van 1975 tot en met 2015 gaf elk land een set van 1 t/m 8, 10 en 12 punten, vanaf 2016 zijn dit twee sets punten. Voor 1975 waren er verschillende manieren waarop de punten werden verdeeld.
De presentatoren roepen de juryvoorzitter van elk land via een satellietverbinding op. Deze geeft de punten door. Tot en met 2003 herhaalden de presentatoren de punten in het Frans en Engels, via de vaste structuur land, aantal punten. Dat gebeurde eerst in de taal waarin de punten werden gegeven en vervolgens opnieuw in de andere taal. In 2004 en 2005 herhaalden de presentatoren de punten alleen in de andere taal dan waarin de punten zijn gegeven. Om de duur van de puntentelling te beperken wordt sinds 2006 slechts de top drie en sinds 2016 slechts de winnaar van de vakjury door de woordvoerder van de vakjury gegeven. De overige punten verschijnen direct op het score-overzicht. Daarna verschijnen de punten van de televoting op het score-overzicht. Van 2016 tot 2018 werd als eerste het land genoemd met het laagst aantal punten, en zo door tot het land met de meeste punten van de televoting. Vanaf 2019 wordt van onderaan het scorebord naar boven de punten gegeven. Dus eerst het land dat laatste staat, de winnaar van de jurypunten krijgt als laatste de punten van het publiek.
In elk geval in 2025 kon het kijkerspubliek per persoon maximaal zestig keer een stem uitbrengen (twintig keer per telefoon, even vaak per app en nog eens twintig keer per sms).

#### Landnamen
Bij het noemen van de punten hanteert men een internationale Engelse of Franse naam voor het land. Sinds 1997 is het verplicht om Nederland als The Netherlands (of Pays-Bas) aan te duiden. Dit voorkomt verwarring tussen Poland en Holland. Noord-Macedonië moest tot en met 2018 vanwege een meningsverschil met Griekenland aangeduid worden met zijn toenmalige volledige naam, de Voormalige Joegoslavische Republiek Macedonië (Former Yugoslav Republic of Macedonia of Ancienne république yougoslave de Macédoine).

#### Nul punten
Het komt zelden voor dat een deelnemend land zonder punten blijft. Indien dit wel gebeurt, wordt dit aangeduid met de term nul points. Onder andere de volgende landen behaalden nul points:
- In 1962 kregen De Spelbrekers geen punt voor Nederland; een jaar later bleef Annie Palmen met lege handen zitten.
- De Belg Fud Leclerc kreeg geen punten voor zijn inzending in 1962. Ook Lize Marke kreeg in 1965 niets voor haar Belgische inzending.
- In 1962 bleven naast België en Nederland de punten ook uit voor Oostenrijk en Spanje.
- In 1978 bleef Jahn Teigen puntloos voor Noorwegen.
- In 2003 kreeg het duo Jemini voor het Verenigd Koninkrijk "nil points", wat voor consternatie in eigen land zorgde.
- Piero Esteriore & The MusicStars konden in de halve finale van 2004 in Istanboel geen punten bemachtigen voor Zwitserland.
- Gipsy.cz kon in de eerste halve finale van 2009 in Moskou geen punten bemachtigen voor Tsjechië.
- In 2015 kregen zowel Ann Sophie (Duitsland) als The Makemakes (Oostenrijk) geen enkel punt. Duitsland werd toch laatste, doordat het lied later op de avond ten gehore werd gebracht. 2015 was het enige jaar waarin het land waar het festival plaatsvond nul punten kreeg.
- In 2021 kreeg James Newman (Verenigd Koninkrijk) eerst geen punten van de vakjury en vervolgens ook niet van de publieke stemming. Hierdoor behaalde de act nul punten in totaal.

Er zijn in totaal 39 liedjes geweest die geen punten hebben gekregen. Noorwegen en Oostenrijk overkwam dit allebei vier keer en die zijn daarmee recordhouders.

## Organisatie
De eer van het organiseren van het Eurovisiesongfestival gaat naar de winnaar van het voorgaande jaar. Uitzondering hierop waren de festivals van 1957, 1960, 1963, 1972, 1974, 1980 en 2023.
De festivalfinale wordt half mei (maar in vroeger jaren ook wel begin mei of eind mei of in maart of april) op zaterdagavond om 21 uur Midden-Europese Tijd live uitgezonden. Bij landen met West-Europese Tijd is dit dan om 20.00 uur en in landen met Oost-Europese Tijd om 22.00 uur. Het festival van 2012 in Azerbeidzjan werd door het lokale tijdsverschil van 3 uur met de Midden-Europese tijd daar daadwerkelijk uitgezonden op zondagnacht vanaf 0.00 uur waarbij de puntentelling en de winnaar pas ver na 3 uur plaatselijke tijd bekend werden. De later ingevoerde halve finales starten eveneens om 21 uur, op dinsdag en donderdag.

## Prijzen
Naast het winnen van het Eurovisiesongfestival zijn er sinds 2002 nog de Marcel Bezençon Awards te winnen, vernoemd naar de bedenker van het festival.
- Press Award - bepaald door de geaccrediteerde media en pers.
- Artistic Award - bepaald door de commentators van de deelnemende landen (tot en met 2009 door de oud-deelnemers van het festival)
- Composer Award - bepaald door de componisten en tekstschrijvers van de liedjes van het betreffende jaar

Op internet worden diverse officieuze prijzen uitgereikt. De bekendste is de intussen opgedoekte Barbara Dex Award voor slechtste kleding.

## Winnaars

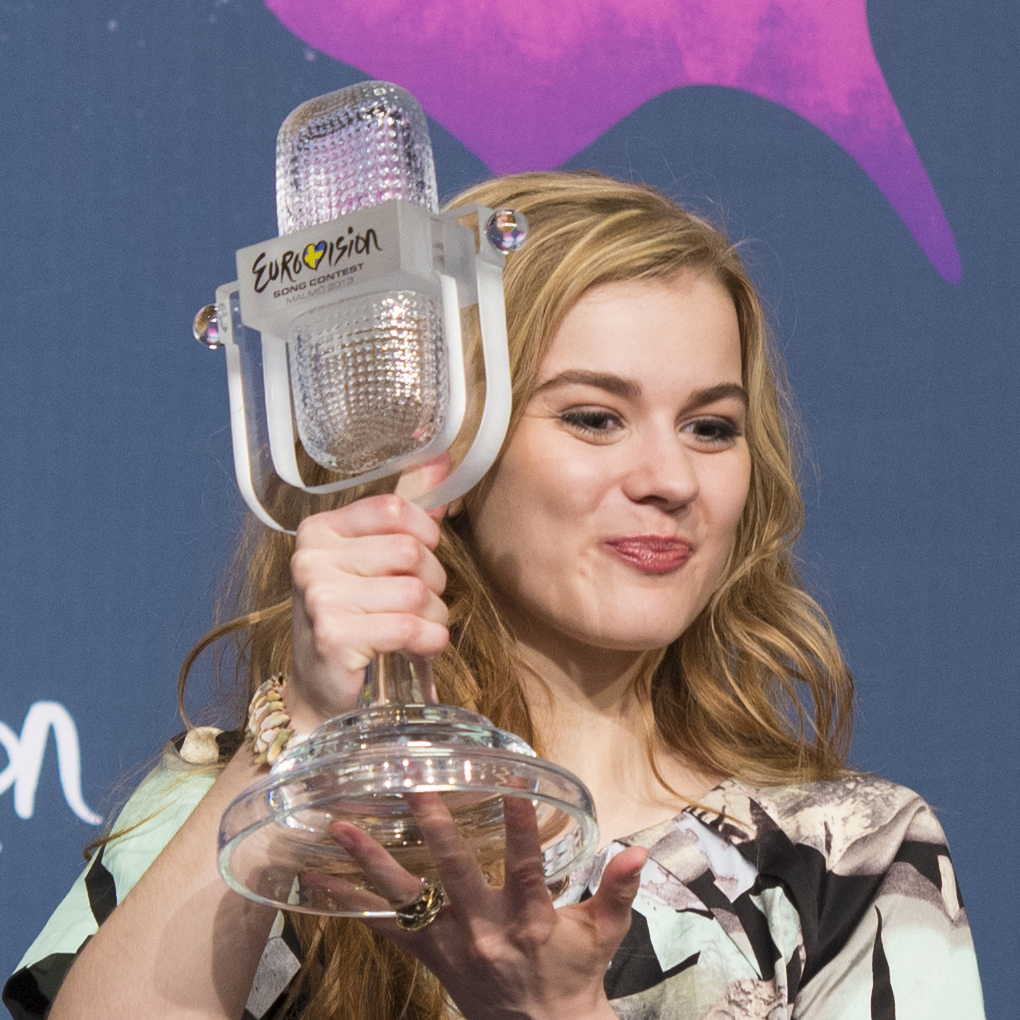
In 2013 won Emmelie de Forest namens Denemarken

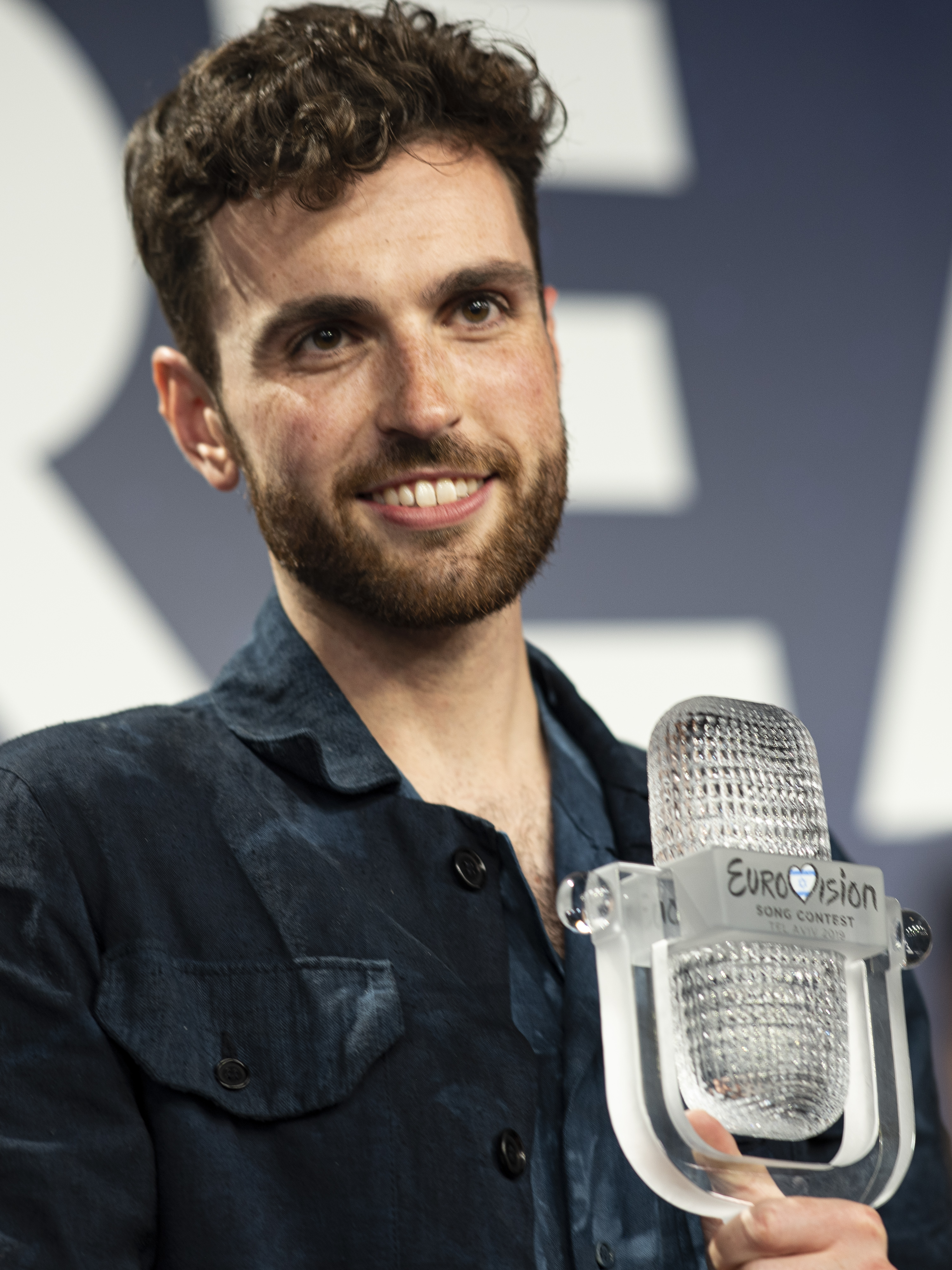
Duncan Laurence zorgde in 2019 voor de vijfde Nederlandse songfestivalwinst

Het Eurovisiesongfestival is zeven keer gewonnen door zowel Ierland als Zweden, die zijn daarmee samen recordhouder. Frankrijk, Luxemburg, Nederland en het Verenigd Koninkrijk wonnen elk vijf keer.
België won het festival in 1986, met J'aime la vie van Sandra Kim. Nederland won met Net als toen door Corry Brokken (1957), 'n Beetje door Teddy Scholten (1959), De troubadour door Lenny Kuhr (1969, gedeelde winst), Ding-a-dong door Teach-In (1975) en Arcade van Duncan Laurence (2019).
Van de landen die al meer dan 30 keer deelnamen wachten Cyprus, IJsland, Kroatië, Malta en Slovenië nog altijd op hun eerste overwinning.
De succesvolste artiest is Johnny Logan. Hij won driemaal het songfestival voor Ierland, waarvan twee keer als vertolker. De derde overwinning behaalde hij als tekstschrijver. Loreen won namens Zweden de edities van 2012 en 2023. De eveneens Ierse Brendan Graham en de Noorse Rolf Løvland componeerden beiden twee winnende liedjes. De Nederlander Willy van Hemert schreef twee keer een winnende tekst.

## Aantal overwinningen en georganiseerde festivals

Aantal overwinningen per land

| Plaats | Land                | Overwinningen                                | Organisaties |
| ------ | ------------------- | -------------------------------------------- | ------------ |
| 1      | Ierland             | 7 (1970, 1980, 1987, 1992, 1993, 1994, 1996) | 7            |
| 1      | Zweden              | 7 (1974, 1984, 1991, 1999, 2012, 2015, 2023) | 7            |
| 3      | Frankrijk           | 5 (1958, 1960, 1962, 1969, 1977)             | 3            |
| 3      | Luxemburg           | 5 (1961, 1965, 1972, 1973, 1983)             | 4            |
| 3      | Nederland           | 5 (1957, 1959, 1969, 1975, 2019)             | 5            |
| 3      | Verenigd Koninkrijk | 5 (1967, 1969, 1976, 1981, 1997)             | 9            |
| 7      | Israël              | 4 (1978, 1979, 1998, 2018)                   | 3            |
| 8      | Denemarken          | 3 (1963, 2000, 2013)                         | 3            |
| 8      | Italië              | 3 (1964, 1990, 2021)                         | 3            |
| 8      | Noorwegen           | 3 (1985, 1995, 2009)                         | 3            |
| 8      | Oekraïne            | 3 (2004, 2016, 2022)                         | 2            |
| 8      | Oostenrijk          | 3 (1966, 2014, 2025)                         | 2            |
| 8      | Zwitserland         | 3 (1956, 1988, 2024)                         | 3            |
| 14     | Duitsland           | 2 (1982, 2010)                               | 3            |
| 14     | Spanje              | 2 (1968, 1969)                               | 1            |
| 16     | Azerbeidzjan        | 1 (2011)                                     | 1            |
| 16     | België              | 1 (1986)                                     | 1            |
| 16     | Estland             | 1 (2001)                                     | 1            |
| 16     | Finland             | 1 (2006)                                     | 1            |
| 16     | Griekenland         | 1 (2005)                                     | 1            |
| 16     | Joegoslavië         | 1 (1989)                                     | 1            |
| 16     | Letland             | 1 (2002)                                     | 1            |
| 16     | Monaco              | 1 (1971)                                     | 0            |
| 16     | Portugal            | 1 (2017)                                     | 1            |
| 16     | Rusland             | 1 (2008)                                     | 1            |
| 16     | Servië              | 1 (2007)                                     | 1            |
| 16     | Turkije             | 1 (2003)                                     | 1            |

## Deelnemende landen
|                       | 195. | 195. | 195. | 195. | 196. | 196. | 196. | 196. | 196. | 196. | 196. | 196. | 196. | 196. | 197. | 197. | 197. | 197. | 197. | 197. | 197. | 197. | 197. | 197. | 198. | 198. | 198. | 198. | 198. | 198. | 198. | 198. | 198. | 198. | 199. | 199. | 199. | 199. | 199. | 199. | 199. | 199. | 199. | 199. | 200. | 200. | 200. | 200. | 200. | 200. | 200. | 200. | 200. | 200. | 201. | 201. | 201. | 201. | 201. | 201. | 201. | 201. | 201. | 201. | 202. | 202. | 202. | 202. | 202. |
| 6                     | 7    | 8    | 9    | 0    | 1    | 2    | 3    | 4    | 5    | 6    | 7    | 8    | 9    | 0    | 1    | 2    | 3    | 4    | 5    | 6    | 7    | 8    | 9    | 0    | 1    | 2    | 3    | 4    | 5    | 6    | 7    | 8    | 9    | 0    | 1    | 2    | 3    | 4    | 5    | 6    | 7    | 8    | 9    | 0    | 1    | 2    | 3    | 4    | 5    | 6    | 7    | 8    | 9    | 0    | 1    | 2    | 3    | 4    | 5    | 6    | 7    | 8    | 9    | 1    | 2    | 3    | 4    | 5    |      |
| Albanië               |      |      |      |      |      |      |      |      |      |      |      |      |      |      |      |      |      |      |      |      |      |      |      |      |      |      |      |      |      |      |      |      |      |      |      |      |      |      |      |      |      |      |      |      |      |      |      |      |      |      |      |      |      |      |      |      |      |      |      |      |      |      |      |      |      |      |      |      |      |
| Andorra               |      |      |      |      |      |      |      |      |      |      |      |      |      |      |      |      |      |      |      |      |      |      |      |      |      |      |      |      |      |      |      |      |      |      |      |      |      |      |      |      |      |      |      |      |      |      |      |      |      |      |      |      |      |      |      |      |      |      |      |      |      |      |      |      |      |      |      |      |      |
| Armenië               |      |      |      |      |      |      |      |      |      |      |      |      |      |      |      |      |      |      |      |      |      |      |      |      |      |      |      |      |      |      |      |      |      |      |      |      |      |      |      |      |      |      |      |      |      |      |      |      |      |      |      |      |      |      |      |      |      |      |      |      |      |      |      |      |      |      |      |      |      |
| Australië             |      |      |      |      |      |      |      |      |      |      |      |      |      |      |      |      |      |      |      |      |      |      |      |      |      |      |      |      |      |      |      |      |      |      |      |      |      |      |      |      |      |      |      |      |      |      |      |      |      |      |      |      |      |      |      |      |      |      |      |      |      |      |      |      |      |      |      |      |      |
| Azerbeidzjan          |      |      |      |      |      |      |      |      |      |      |      |      |      |      |      |      |      |      |      |      |      |      |      |      |      |      |      |      |      |      |      |      |      |      |      |      |      |      |      |      |      |      |      |      |      |      |      |      |      |      |      |      |      |      |      |      |      |      |      |      |      |      |      |      |      |      |      |      |      |
| België                |      |      |      |      |      |      |      |      |      |      |      |      |      |      |      |      |      |      |      |      |      |      |      |      |      |      |      |      |      |      |      |      |      |      |      |      |      |      |      |      |      |      |      |      |      |      |      |      |      |      |      |      |      |      |      |      |      |      |      |      |      |      |      |      |      |      |      |      |      |
| Bosnië en Herzegovina |      |      |      |      |      |      |      |      |      |      |      |      |      |      |      |      |      |      |      |      |      |      |      |      |      |      |      |      |      |      |      |      |      |      |      |      |      |      |      |      |      |      |      |      |      |      |      |      |      |      |      |      |      |      |      |      |      |      |      |      |      |      |      |      |      |      |      |      |      |
| Bulgarije             |      |      |      |      |      |      |      |      |      |      |      |      |      |      |      |      |      |      |      |      |      |      |      |      |      |      |      |      |      |      |      |      |      |      |      |      |      |      |      |      |      |      |      |      |      |      |      |      |      |      |      |      |      |      |      |      |      |      |      |      |      |      |      |      |      |      |      |      |      |
| Cyprus                |      |      |      |      |      |      |      |      |      |      |      |      |      |      |      |      |      |      |      |      |      |      |      |      |      |      |      |      |      |      |      |      |      |      |      |      |      |      |      |      |      |      |      |      |      |      |      |      |      |      |      |      |      |      |      |      |      |      |      |      |      |      |      |      |      |      |      |      |      |
| Denemarken            |      |      |      |      |      |      |      |      |      |      |      |      |      |      |      |      |      |      |      |      |      |      |      |      |      |      |      |      |      |      |      |      |      |      |      |      |      |      |      |      |      |      |      |      |      |      |      |      |      |      |      |      |      |      |      |      |      |      |      |      |      |      |      |      |      |      |      |      |      |
| Duitsland             |      |      |      |      |      |      |      |      |      |      |      |      |      |      |      |      |      |      |      |      |      |      |      |      |      |      |      |      |      |      |      |      |      |      |      |      |      |      |      |      |      |      |      |      |      |      |      |      |      |      |      |      |      |      |      |      |      |      |      |      |      |      |      |      |      |      |      |      |      |
| Estland               |      |      |      |      |      |      |      |      |      |      |      |      |      |      |      |      |      |      |      |      |      |      |      |      |      |      |      |      |      |      |      |      |      |      |      |      |      |      |      |      |      |      |      |      |      |      |      |      |      |      |      |      |      |      |      |      |      |      |      |      |      |      |      |      |      |      |      |      |      |
| Finland               |      |      |      |      |      |      |      |      |      |      |      |      |      |      |      |      |      |      |      |      |      |      |      |      |      |      |      |      |      |      |      |      |      |      |      |      |      |      |      |      |      |      |      |      |      |      |      |      |      |      |      |      |      |      |      |      |      |      |      |      |      |      |      |      |      |      |      |      |      |
| Frankrijk             |      |      |      |      |      |      |      |      |      |      |      |      |      |      |      |      |      |      |      |      |      |      |      |      |      |      |      |      |      |      |      |      |      |      |      |      |      |      |      |      |      |      |      |      |      |      |      |      |      |      |      |      |      |      |      |      |      |      |      |      |      |      |      |      |      |      |      |      |      |
| Georgië               |      |      |      |      |      |      |      |      |      |      |      |      |      |      |      |      |      |      |      |      |      |      |      |      |      |      |      |      |      |      |      |      |      |      |      |      |      |      |      |      |      |      |      |      |      |      |      |      |      |      |      |      |      |      |      |      |      |      |      |      |      |      |      |      |      |      |      |      |      |
| Griekenland           |      |      |      |      |      |      |      |      |      |      |      |      |      |      |      |      |      |      |      |      |      |      |      |      |      |      |      |      |      |      |      |      |      |      |      |      |      |      |      |      |      |      |      |      |      |      |      |      |      |      |      |      |      |      |      |      |      |      |      |      |      |      |      |      |      |      |      |      |      |
| Hongarije             |      |      |      |      |      |      |      |      |      |      |      |      |      |      |      |      |      |      |      |      |      |      |      |      |      |      |      |      |      |      |      |      |      |      |      |      |      |      |      |      |      |      |      |      |      |      |      |      |      |      |      |      |      |      |      |      |      |      |      |      |      |      |      |      |      |      |      |      |      |
| Ierland               |      |      |      |      |      |      |      |      |      |      |      |      |      |      |      |      |      |      |      |      |      |      |      |      |      |      |      |      |      |      |      |      |      |      |      |      |      |      |      |      |      |      |      |      |      |      |      |      |      |      |      |      |      |      |      |      |      |      |      |      |      |      |      |      |      |      |      |      |      |
| IJsland               |      |      |      |      |      |      |      |      |      |      |      |      |      |      |      |      |      |      |      |      |      |      |      |      |      |      |      |      |      |      |      |      |      |      |      |      |      |      |      |      |      |      |      |      |      |      |      |      |      |      |      |      |      |      |      |      |      |      |      |      |      |      |      |      |      |      |      |      |      |
| Israël                |      |      |      |      |      |      |      |      |      |      |      |      |      |      |      |      |      |      |      |      |      |      |      |      |      |      |      |      |      |      |      |      |      |      |      |      |      |      |      |      |      |      |      |      |      |      |      |      |      |      |      |      |      |      |      |      |      |      |      |      |      |      |      |      |      |      |      |      |      |
| Italië                |      |      |      |      |      |      |      |      |      |      |      |      |      |      |      |      |      |      |      |      |      |      |      |      |      |      |      |      |      |      |      |      |      |      |      |      |      |      |      |      |      |      |      |      |      |      |      |      |      |      |      |      |      |      |      |      |      |      |      |      |      |      |      |      |      |      |      |      |      |
| Joegoslavië           |      |      |      |      |      |      |      |      |      |      |      |      |      |      |      |      |      |      |      |      |      |      |      |      |      |      |      |      |      |      |      |      |      |      |      |      |      |      |      |      |      |      |      |      |      |      |      |      |      |      |      |      |      |      |      |      |      |      |      |      |      |      |      |      |      |      |      |      |      |
| Kroatië               |      |      |      |      |      |      |      |      |      |      |      |      |      |      |      |      |      |      |      |      |      |      |      |      |      |      |      |      |      |      |      |      |      |      |      |      |      |      |      |      |      |      |      |      |      |      |      |      |      |      |      |      |      |      |      |      |      |      |      |      |      |      |      |      |      |      |      |      |      |
| Letland               |      |      |      |      |      |      |      |      |      |      |      |      |      |      |      |      |      |      |      |      |      |      |      |      |      |      |      |      |      |      |      |      |      |      |      |      |      |      |      |      |      |      |      |      |      |      |      |      |      |      |      |      |      |      |      |      |      |      |      |      |      |      |      |      |      |      |      |      |      |
| Litouwen              |      |      |      |      |      |      |      |      |      |      |      |      |      |      |      |      |      |      |      |      |      |      |      |      |      |      |      |      |      |      |      |      |      |      |      |      |      |      |      |      |      |      |      |      |      |      |      |      |      |      |      |      |      |      |      |      |      |      |      |      |      |      |      |      |      |      |      |      |      |
| Luxemburg             |      |      |      |      |      |      |      |      |      |      |      |      |      |      |      |      |      |      |      |      |      |      |      |      |      |      |      |      |      |      |      |      |      |      |      |      |      |      |      |      |      |      |      |      |      |      |      |      |      |      |      |      |      |      |      |      |      |      |      |      |      |      |      |      |      |      |      |      |      |
|                       | 195. | 195. | 195. | 195. | 196. | 196. | 196. | 196. | 196. | 196. | 196. | 196. | 196. | 196. | 197. | 197. | 197. | 197. | 197. | 197. | 197. | 197. | 197. | 197. | 198. | 198. | 198. | 198. | 198. | 198. | 198. | 198. | 198. | 198. | 199. | 199. | 199. | 199. | 199. | 199. | 199. | 199. | 199. | 199. | 200. | 200. | 200. | 200. | 200. | 200. | 200. | 200. | 200. | 200. | 201. | 201. | 201. | 201. | 201. | 201. | 201. | 201. | 201. | 201. | 202. | 202. | 202. | 202. | 202. |
| 6                     | 7    | 8    | 9    | 0    | 1    | 2    | 3    | 4    | 5    | 6    | 7    | 8    | 9    | 0    | 1    | 2    | 3    | 4    | 5    | 6    | 7    | 8    | 9    | 0    | 1    | 2    | 3    | 4    | 5    | 6    | 7    | 8    | 9    | 0    | 1    | 2    | 3    | 4    | 5    | 6    | 7    | 8    | 9    | 0    | 1    | 2    | 3    | 4    | 5    | 6    | 7    | 8    | 9    | 0    | 1    | 2    | 3    | 4    | 5    | 6    | 7    | 8    | 9    | 1    | 2    | 3    | 4    | 5    |      |
| Malta                 |      |      |      |      |      |      |      |      |      |      |      |      |      |      |      |      |      |      |      |      |      |      |      |      |      |      |      |      |      |      |      |      |      |      |      |      |      |      |      |      |      |      |      |      |      |      |      |      |      |      |      |      |      |      |      |      |      |      |      |      |      |      |      |      |      |      |      |      |      |
| Marokko               |      |      |      |      |      |      |      |      |      |      |      |      |      |      |      |      |      |      |      |      |      |      |      |      |      |      |      |      |      |      |      |      |      |      |      |      |      |      |      |      |      |      |      |      |      |      |      |      |      |      |      |      |      |      |      |      |      |      |      |      |      |      |      |      |      |      |      |      |      |
| Moldavië              |      |      |      |      |      |      |      |      |      |      |      |      |      |      |      |      |      |      |      |      |      |      |      |      |      |      |      |      |      |      |      |      |      |      |      |      |      |      |      |      |      |      |      |      |      |      |      |      |      |      |      |      |      |      |      |      |      |      |      |      |      |      |      |      |      |      |      |      |      |
| Monaco                |      |      |      |      |      |      |      |      |      |      |      |      |      |      |      |      |      |      |      |      |      |      |      |      |      |      |      |      |      |      |      |      |      |      |      |      |      |      |      |      |      |      |      |      |      |      |      |      |      |      |      |      |      |      |      |      |      |      |      |      |      |      |      |      |      |      |      |      |      |
| Montenegro            |      |      |      |      |      |      |      |      |      |      |      |      |      |      |      |      |      |      |      |      |      |      |      |      |      |      |      |      |      |      |      |      |      |      |      |      |      |      |      |      |      |      |      |      |      |      |      |      |      |      |      |      |      |      |      |      |      |      |      |      |      |      |      |      |      |      |      |      |      |
| Nederland             |      |      |      |      |      |      |      |      |      |      |      |      |      |      |      |      |      |      |      |      |      |      |      |      |      |      |      |      |      |      |      |      |      |      |      |      |      |      |      |      |      |      |      |      |      |      |      |      |      |      |      |      |      |      |      |      |      |      |      |      |      |      |      |      |      |      |      |      |      |
| Noord-Macedonië       |      |      |      |      |      |      |      |      |      |      |      |      |      |      |      |      |      |      |      |      |      |      |      |      |      |      |      |      |      |      |      |      |      |      |      |      |      |      |      |      |      |      |      |      |      |      |      |      |      |      |      |      |      |      |      |      |      |      |      |      |      |      |      |      |      |      |      |      |      |
| Noorwegen             |      |      |      |      |      |      |      |      |      |      |      |      |      |      |      |      |      |      |      |      |      |      |      |      |      |      |      |      |      |      |      |      |      |      |      |      |      |      |      |      |      |      |      |      |      |      |      |      |      |      |      |      |      |      |      |      |      |      |      |      |      |      |      |      |      |      |      |      |      |
| Oekraïne              |      |      |      |      |      |      |      |      |      |      |      |      |      |      |      |      |      |      |      |      |      |      |      |      |      |      |      |      |      |      |      |      |      |      |      |      |      |      |      |      |      |      |      |      |      |      |      |      |      |      |      |      |      |      |      |      |      |      |      |      |      |      |      |      |      |      |      |      |      |
| Oostenrijk            |      |      |      |      |      |      |      |      |      |      |      |      |      |      |      |      |      |      |      |      |      |      |      |      |      |      |      |      |      |      |      |      |      |      |      |      |      |      |      |      |      |      |      |      |      |      |      |      |      |      |      |      |      |      |      |      |      |      |      |      |      |      |      |      |      |      |      |      |      |
| Polen                 |      |      |      |      |      |      |      |      |      |      |      |      |      |      |      |      |      |      |      |      |      |      |      |      |      |      |      |      |      |      |      |      |      |      |      |      |      |      |      |      |      |      |      |      |      |      |      |      |      |      |      |      |      |      |      |      |      |      |      |      |      |      |      |      |      |      |      |      |      |
| Portugal              |      |      |      |      |      |      |      |      |      |      |      |      |      |      |      |      |      |      |      |      |      |      |      |      |      |      |      |      |      |      |      |      |      |      |      |      |      |      |      |      |      |      |      |      |      |      |      |      |      |      |      |      |      |      |      |      |      |      |      |      |      |      |      |      |      |      |      |      |      |
| Roemenië              |      |      |      |      |      |      |      |      |      |      |      |      |      |      |      |      |      |      |      |      |      |      |      |      |      |      |      |      |      |      |      |      |      |      |      |      |      |      |      |      |      |      |      |      |      |      |      |      |      |      |      |      |      |      |      |      |      |      |      |      |      |      |      |      |      |      |      |      |      |
| Rusland               |      |      |      |      |      |      |      |      |      |      |      |      |      |      |      |      |      |      |      |      |      |      |      |      |      |      |      |      |      |      |      |      |      |      |      |      |      |      |      |      |      |      |      |      |      |      |      |      |      |      |      |      |      |      |      |      |      |      |      |      |      |      |      |      |      |      |      |      |      |
| San Marino            |      |      |      |      |      |      |      |      |      |      |      |      |      |      |      |      |      |      |      |      |      |      |      |      |      |      |      |      |      |      |      |      |      |      |      |      |      |      |      |      |      |      |      |      |      |      |      |      |      |      |      |      |      |      |      |      |      |      |      |      |      |      |      |      |      |      |      |      |      |
| Servië en Montenegro  |      |      |      |      |      |      |      |      |      |      |      |      |      |      |      |      |      |      |      |      |      |      |      |      |      |      |      |      |      |      |      |      |      |      |      |      |      |      |      |      |      |      |      |      |      |      |      |      |      |      |      |      |      |      |      |      |      |      |      |      |      |      |      |      |      |      |      |      |      |
| Servië                |      |      |      |      |      |      |      |      |      |      |      |      |      |      |      |      |      |      |      |      |      |      |      |      |      |      |      |      |      |      |      |      |      |      |      |      |      |      |      |      |      |      |      |      |      |      |      |      |      |      |      |      |      |      |      |      |      |      |      |      |      |      |      |      |      |      |      |      |      |
| Slovenië              |      |      |      |      |      |      |      |      |      |      |      |      |      |      |      |      |      |      |      |      |      |      |      |      |      |      |      |      |      |      |      |      |      |      |      |      |      |      |      |      |      |      |      |      |      |      |      |      |      |      |      |      |      |      |      |      |      |      |      |      |      |      |      |      |      |      |      |      |      |
| Slowakije             |      |      |      |      |      |      |      |      |      |      |      |      |      |      |      |      |      |      |      |      |      |      |      |      |      |      |      |      |      |      |      |      |      |      |      |      |      |      |      |      |      |      |      |      |      |      |      |      |      |      |      |      |      |      |      |      |      |      |      |      |      |      |      |      |      |      |      |      |      |
| Spanje                |      |      |      |      |      |      |      |      |      |      |      |      |      |      |      |      |      |      |      |      |      |      |      |      |      |      |      |      |      |      |      |      |      |      |      |      |      |      |      |      |      |      |      |      |      |      |      |      |      |      |      |      |      |      |      |      |      |      |      |      |      |      |      |      |      |      |      |      |      |
| Tsjechië              |      |      |      |      |      |      |      |      |      |      |      |      |      |      |      |      |      |      |      |      |      |      |      |      |      |      |      |      |      |      |      |      |      |      |      |      |      |      |      |      |      |      |      |      |      |      |      |      |      |      |      |      |      |      |      |      |      |      |      |      |      |      |      |      |      |      |      |      |      |
| Turkije               |      |      |      |      |      |      |      |      |      |      |      |      |      |      |      |      |      |      |      |      |      |      |      |      |      |      |      |      |      |      |      |      |      |      |      |      |      |      |      |      |      |      |      |      |      |      |      |      |      |      |      |      |      |      |      |      |      |      |      |      |      |      |      |      |      |      |      |      |      |
| Verenigd Koninkrijk   |      |      |      |      |      |      |      |      |      |      |      |      |      |      |      |      |      |      |      |      |      |      |      |      |      |      |      |      |      |      |      |      |      |      |      |      |      |      |      |      |      |      |      |      |      |      |      |      |      |      |      |      |      |      |      |      |      |      |      |      |      |      |      |      |      |      |      |      |      |
| Wit-Rusland           |      |      |      |      |      |      |      |      |      |      |      |      |      |      |      |      |      |      |      |      |      |      |      |      |      |      |      |      |      |      |      |      |      |      |      |      |      |      |      |      |      |      |      |      |      |      |      |      |      |      |      |      |      |      |      |      |      |      |      |      |      |      |      |      |      |      |      |      |      |
| Zweden                |      |      |      |      |      |      |      |      |      |      |      |      |      |      |      |      |      |      |      |      |      |      |      |      |      |      |      |      |      |      |      |      |      |      |      |      |      |      |      |      |      |      |      |      |      |      |      |      |      |      |      |      |      |      |      |      |      |      |      |      |      |      |      |      |      |      |      |      |      |
| Zwitserland           |      |      |      |      |      |      |      |      |      |      |      |      |      |      |      |      |      |      |      |      |      |      |      |      |      |      |      |      |      |      |      |      |      |      |      |      |      |      |      |      |      |      |      |      |      |      |      |      |      |      |      |      |      |      |      |      |      |      |      |      |      |      |      |      |      |      |      |      |      |
|                       | 6    | 7    | 8    | 9    | 0    | 1    | 2    | 3    | 4    | 5    | 6    | 7    | 8    | 9    | 0    | 1    | 2    | 3    | 4    | 5    | 6    | 7    | 8    | 9    | 0    | 1    | 2    | 3    | 4    | 5    | 6    | 7    | 8    | 9    | 0    | 1    | 2    | 3    | 4    | 5    | 6    | 7    | 8    | 9    | 0    | 1    | 2    | 3    | 4    | 5    | 6    | 7    | 8    | 9    | 0    | 1    | 2    | 3    | 4    | 5    | 6    | 7    | 8    | 9    | 1    | 2    | 3    | 4    | 5    |
| 195.                  | 195. | 195. | 195. | 196. | 196. | 196. | 196. | 196. | 196. | 196. | 196. | 196. | 196. | 197. | 197. | 197. | 197. | 197. | 197. | 197. | 197. | 197. | 197. | 198. | 198. | 198. | 198. | 198. | 198. | 198. | 198. | 198. | 198. | 199. | 199. | 199. | 199. | 199. | 199. | 199. | 199. | 199. | 199. | 200. | 200. | 200. | 200. | 200. | 200. | 200. | 200. | 200. | 200. | 201. | 201. | 201. | 201. | 201. | 201. | 201. | 201. | 201. | 201. | 202. | 202. | 202. | 202. | 202. |      |

## Toptiennoteringen
Hieronder volgt een lijst van toptiennoteringen van alle deelnemende landen. Landen in het grijs doen niet meer mee.
| Nr. | Land                  | 1ste | 2de | 3de | 4de | 5de | 6de | 7de | 8ste | 9de | 10de | Totaal |
| --- | --------------------- | ---- | --- | --- | --- | --- | --- | --- | ---- | --- | ---- | ------ |
| 1   | Ierland               | 7    | 4   | 1   | 3   | 3   | 4   | 2   | 2    | 2   | 4    | 32     |
| 2   | Zweden                | 7    | 1   | 6   | 4   | 10  | 1   | 4   | 4    | 2   | 6    | 45     |
| 3   | Verenigd Koninkrijk   | 5    | 16  | 3   | 5   | 1   | 2   | 5   | 1    | 1   | 3    | 42     |
| 4   | Frankrijk             | 5    | 5   | 7   | 8   | 2   | 1   | 3   | 5    | -   | 3    | 39     |
| 5   | Nederland             | 5    | 1   | 1   | 2   | 2   | 2   | 3   | 1    | 6   | 2    | 25     |
| 6   | Luxemburg             | 5    | -   | 2   | 5   | 1   | 1   | 1   | 1    | 2   | 2    | 20     |
| 7   | Israël                | 4    | 3   | 2   | 2   | 3   | 2   | 2   | 3    | 2   | -    | 23     |
| 8   | Italië                | 3    | 3   | 5   | 3   | 6   | 6   | 5   | 2    | 3   | 1    | 37     |
| 9   | Zwitserland           | 3    | 3   | 4   | 6   | 2   | 3   | -   | 5    | 1   | 3    | 30     |
| 10  | Oekraïne              | 3    | 2   | 2   | 1   | 1   | 2   | 1   | -    | 1   | 1    | 14     |
| 11  | Denemarken            | 3    | 1   | 3   | 2   | 5   | 2   | 1   | 3    | 4   | 2    | 26     |
| 12  | Noorwegen             | 3    | 1   | 1   | 3   | 4   | 2   | 2   | 4    | 3   | 3    | 26     |
| 13  | Oostenrijk            | 3    | -   | 1   | 1   | 4   | 2   | 2   | 2    | 3   | 5    | 23     |
| 14  | Duitsland             | 2    | 4   | 5   | 4   | 2   | 3   | 2   | 8    | 3   | 2    | 35     |
| 15  | Spanje                | 2    | 4   | 2   | 2   | 1   | 4   | 2   | 1    | 4   | 7    | 29     |
| 16  | Rusland               | 1    | 4   | 4   | -   | 1   | -   | 1   | -    | 2   | 1    | 14     |
| 17  | België                | 1    | 2   | -   | 4   | 2   | 4   | 5   | 3    | 1   | 3    | 25     |
| 18  | Monaco                | 1    | 1   | 3   | 3   | 2   | 1   | 1   | 2    | 1   | 1    | 16     |
| 19  | Turkije               | 1    | 1   | 1   | 3   | -   | -   | 2   | -    | 1   | 1    | 10     |
| 20  | Azerbeidzjan          | 1    | 1   | 1   | 1   | 1   | -   | -   | 2    | -   | -    | 7      |
| 21  | Finland               | 1    | 1   | -   | -   | -   | 2   | 4   | 1    | 2   | 3    | 14     |
| 22  | Griekenland           | 1    | -   | 3   | -   | 2   | 2   | 3   | 5    | 3   | 2    | 21     |
| 23  | Estland               | 1    | -   | 2   | 1   | 1   | 3   | 1   | 3    | -   | -    | 12     |
| 24  | Servië                | 1    | -   | 1   | -   | 1   | 1   | -   | -    | -   | 1    | 5      |
| 25  | Letland               | 1    | -   | 1   | -   | 1   | 1   | -   | -    | -   | -    | 4      |
| 26  | Joegoslavië           | 1    | -   | -   | 3   | -   | 1   | 3   | 2    | 1   | -    | 11     |
| 27  | Portugal              | 1    | -   | -   | -   | -   | 1   | 2   | 2    | 3   | 3    | 12     |
| 28  | Malta                 | -    | 2   | 2   | -   | 1   | 1   | 1   | 3    | 2   | 2    | 14     |
| 29  | IJsland               | -    | 2   | -   | 2   | -   | -   | 1   | 1    | -   | 1    | 7      |
| 30  | Kroatië               | -    | 1   | -   | 2   | 1   | 1   | -   | -    | 1   | 1    | 7      |
| 31  | Bulgarije             | -    | 1   | -   | 1   | 1   | -   | -   | -    | -   | -    | 3      |
| 32  | Cyprus                | -    | 1   | -   | -   | 3   | 2   | 1   | -    | 3   | -    | 10     |
| 33  | Australië             | -    | 1   | -   | -   | 1   | -   | -   | -    | 3   | -    | 5      |
| 34  | Polen                 | -    | 1   | -   | -   | -   | -   | 1   | 1    | -   | -    | 3      |
| 35  | Servië en Montenegro  | -    | 1   | -   | -   | -   | -   | 1   | -    | -   | -    | 2      |
| 36  | Roemenië              | -    | -   | 2   | 1   | -   | -   | 1   | -    | 1   | 1    | 6      |
| 37  | Bosnië en Herzegovina | -    | -   | 1   | -   | -   | 1   | 1   | -    | 2   | 1    | 6      |
| 38  | Moldavië              | -    | -   | 1   | -   | -   | 1   | 1   | -    | -   | 2    | 5      |
| 39  | Armenië               | -    | -   | -   | 2   | -   | -   | 2   | 3    | -   | 1    | 8      |
| 40  | Hongarije             | -    | -   | -   | 1   | 1   | -   | -   | 1    | 1   | 1    | 5      |
| 41  | Albanië               | -    | -   | -   | -   | 1   | -   | 1   | 1    | -   | -    | 3      |
| 42  | Litouwen              | -    | -   | -   | -   | -   | 1   | -   | 1    | 1   | -    | 3      |
| 43  | Tsjechië              | -    | -   | -   | -   | -   | 1   | -   | -    | -   | 1    | 2      |
| 44  | Wit-Rusland           | -    | -   | -   | -   | -   | 1   | -   | -    | -   | -    | 1      |
| 45  | Slovenië              | -    | -   | -   | -   | -   | -   | 2   | -    | -   | 1    | 3      |
| 46  | Noord-Macedonië       | -    | -   | -   | -   | -   | -   | 1   | -    | -   | -    | 1      |
| 47  | Georgië               | -    | -   | -   | -   | -   | -   | -   | -    | 2   | -    | 2      |
| 48  | Andorra               | -    | -   | -   | -   | -   | -   | -   | -    | -   | -    | 0      |
| 48  | Marokko               | -    | -   | -   | -   | -   | -   | -   | -    | -   | -    | 0      |
| 48  | Montenegro            | -    | -   | -   | -   | -   | -   | -   | -    | -   | -    | 0      |
| 48  | San Marino            | -    | -   | -   | -   | -   | -   | -   | -    | -   | -    | 0      |
| 48  | Slowakije             | -    | -   | -   | -   | -   | -   | -   | -    | -   | -    | 0      |

## Officiële discografie
Sinds 2000 brengt de organisatie van het Eurovisiesongfestival een cd uit met alle inzendingen van het betreffende jaar. Met ingang van 2004 verschijnt er tevens een dvd met opnames van de televisie-uitzendingen van het Eurovisiesongfestival.

## Belgische inzendingen
België doet net als Nederland vanaf het eerste jaar mee, en moest alleen in 1994, 1997 en 2001 verstek laten gaan, vanwege slechte resultaten in de voorafgaande jaren. De Belgische inzending wordt elk jaar afwisselend aangeduid of gekozen door de Vlaamse omroep (VRT) en de Franstalige omroep (RTBF). Waar de RTBF al eens zorgde voor een Belgische winst dankzij Sandra Kim, is het beste resultaat behaald door de Nederlandstalige omroep een zesde plaats, door Bob Benny (1959) met het liedje Hou toch van mij en wederom door Tom Dice in 2010 met Me and my guitar.

## Nederlandse inzendingen
Nederland doet sinds 1956 mee aan het songfestival. In 1985 en 1991 besloot de NOS niet mee te doen aan het festival, omdat dit plaatsvond op 4 mei, de dag van de Dodenherdenking. In 1991 werd het om die reden vervangen door Malta, dat later besloot om vaker mee te doen. Vanwege slechte resultaten in het voorafgaande jaar was Nederland er in 1995 en 2002 ook niet bij. De Nederlandse inzending wordt vaak, maar niet altijd, gekozen via het Nationaal Songfestival. Sinds 2013 wordt na een periode van slechte resultaten de deelnemer intern gekozen. In 1986 werd het Eurovisiesongfestival uitgezonden door Veronica, toen nog een publieke omroep. Het Nationaal Songfestival werd dat jaar wel door de NOS verzorgd.

### Nationaal Songfestival
De Nederlandse voorronde voor het Eurovisiesongfestival is getiteld het Nationaal Songfestival. In 1956 werd deze voorronde voor het eerst gehouden. In de loop der jaren werd er voor vele verschillende formats gekozen om de Nederlandse inzending te bepalen. Sinds 2013 wordt er geen voorronde meer gehouden, maar wordt zowel de artiest als het lied intern gekozen. Ook in het verleden is dit incidenteel gebeurd.

## Afgeleide festivals
Van het Eurovisiesongfestival zijn diverse andere festivals afgeleid. Voorbeelden hiervan zijn het ABU TV Song Festival, het Türkvizyonsongfestival, All For One Caribbean en het Bundesvision Song Contest.

### Junior Eurovisiesongfestival
Sinds 2003 wordt er ook een Eurovisiesongfestival voor kinderen gehouden: het Junior Eurovisiesongfestival. Denemarken organiseerde in 2000 en 2001 De unges melodi grand prix, dat uitgroeide tot het Melodi Grand Prix Nordic; een Scandinavisch songfestival voor kinderen. De EBU zag opnamen van de show en besloot er een officieel festival van te maken. Dit festival vindt in tegenstelling tot het gewone Eurovisiesongfestival niet 's avonds plaats, maar overdag.

### Nederlandse festivals
Toen Nederland in 1995 niet met het Eurovisiesongfestival mee mocht doen, organiseerde homobelangenorganisatie COC als alternatief het Nationaal COC Songfestival. Dit evenement is sindsdien uitgegroeid tot een serieuze liedjeswedstrijd waarbij artiesten namens de lokale COC-afdelingen optreden en de winnende afdeling het jaar daarop de organisatie voor zijn rekening neemt.
Daarnaast wordt sinds 2003 in Amsterdam een ludieke variant van het Eurovisiesongfestival gehouden onder de naam EuroSongTravestival, waarbij travestie-artiesten optreden namens fantasielanden als Travestibet, Norgay en Jurkije.
Ook Friesland heeft een eigen afgeleid songfestival gecreëerd: Liet International, een internationale competitie en presentatie van liedjes, gezongen in minderheidstalen. Het evenement is in 2002 gestart om bands in minderheidstalen een podium te geven.
Sinds 2023 wordt er een Regio Songfestival gehouden. Hierin strijden artiesten uit alle Nederlandse regio's tegen elkaar. De Nederlandse regionale omroepen dienen hiervoor een artiest af te vaardigen. Er mag alleen in het Nederlands of in de lokale streektaal worden gezongen. De finale van dit festival wordt op alle dertien regionale omroepen uitgezonden. De eerste editie vindt op 4 november 2023 plaats in de Stadsschouwburg Utrecht en de winnende regio mag het festival het jaar daarop organiseren.

### Eurovision in Concert
Sinds 2008 vindt een maand voor het Eurovisiesongfestival Eurovision in Concert plaats. Tijdens dit evenement, dat jaarlijks plaatsvindt in AFAS Live in Amsterdam, krijgen mensen alvast een voorproefje op het komende Eurovisiesongfestival. Diverse artiesten laten dan alvast hun liedje horen dat ze op het Eurovisiesongfestival zullen zingen. Op deze manier fungeert het evenement ook als een soort generale repetitie voor het Eurovisiesongfestival. In 2020 en 2021 was er geen Eurovision in Concert vanwege de coronapandemie die in 2020 uitbrak.

### AI Songfestival
Sinds 2020 wordt het AI Songfestival georganiseerd. Dit is een zangcompetitie, zoals het Eurovisiesongfestival, waarbij gebruik wordt gemaakt van artificiële intelligentie. De eerste editie vond plaats in Nederland.

### American Song Contest
In 2020 ging de EBU een samenwerking aan met de Verenigde Staten voor een Amerikaans songfestival. Alle 50 staten, 5 territory's en Washington D.C. zullen een liedje sturen met meerdere kwalificatierondes, twee halve finales en een grote finale. De eerste editie was gepland voor 2021, een paar maanden na het Eurovisiesongfestival. De precieze data en locatie zijn echter nog onbekend en vanwege de COVID-19-pandemie is het nog niet zeker of en hoe het Amerikaanse songfestival zal plaatsvinden.Het festival vond uiteindelijk plaats in 2022. Het vond plaats op 9 mei van dat jaar in Los Angeles, vlak voor het Eurovisiesongfestival en werd gewonnen door Oklahoma. Bij dit festival werd in de finale hetzelfde puntensysteem gebruikt als bij het Eurovisiesongfestival. Het festival bleek echter geen succes te zijn, de kijkcijfers waren erg laag en daarom kreeg het in 2023 geen vervolg.